# Alamanda de Castelnau
Alamanda fue una trobairitz cuya única obra que ha llegado hasta nuestros días es un tensón con Giraut de Bornelh denominado S'ie.us qier conseill, bella amia Alamanda. Antiguamente se la consideraba un personaje ficticio y el "tenso" era considerado había sido escrito por Giraut. Sin embargo, una Alamanda es mencionada por otros tres trovadores, incluida la trobairitz Lombarda, lo que indicaría que Alamanda probablemente fuera real y una figura bastante prominente en los círculos poéticos occitanos. 
La trobairitz probablemente se la misma que Alamanda de Castelnau o Castelnou que nació hacia 1160. Es probable que ella estuviera activa en el ámbito de la poesía solo durante un breve lapso durante su juventud en la corte de Raimundo V de Tolosa. Su madre era virgen  abandonó la corte para contraer matrimonio con Guilhem de Castelnou y posteriormente se convierte en una canóniga de Saint-Étienne en Toulouse, falleciendo en 1223.